# Паэнса, Адриан
Адриа́н Паэ́нса (исп. Adrián Paenza, род. 1949) — аргентинский математик, журналист, популяризатор математики. Лауреат приза Лилавати (2014).

## Биография
Учился в Университете Буэнос-Айреса, там же защитил диссертацию и остался преподавателем факультета естественных наук. Одновременно осуществляет активную деятельность в СМИ и на радиостанциях, сотрудничает в газетах Clarín, La Nación и Página/12.
Серия написанных им научно-популярных книг для подростков «Matemáticas, estás ahí?» стала бестселлером сначала в Аргентине, затем в других странах Латинской Америки и в Испании. Серия также выборочно переведена на немецкий и издана в Германии. За это издание и за проведение телевизионных научных программ Паэнса получил приз Лилавати на Международном конгрессе математиков в Сеуле (2014).